# Вангануї (національний парк)
Національний парк Вангану́ї (англ. Whanganui National Park, [wɒŋəˈnuːi]) — національний парк на Північному острові Нової Зеландії, що заснований у 1986 році. Його площа становить 742 км². Через парк протікає річка Вангануї - найдовша судоходна річка країни. І хоча русло й води річки не включені в парк, річка є невід'ємною його чистиною.

## Фауна

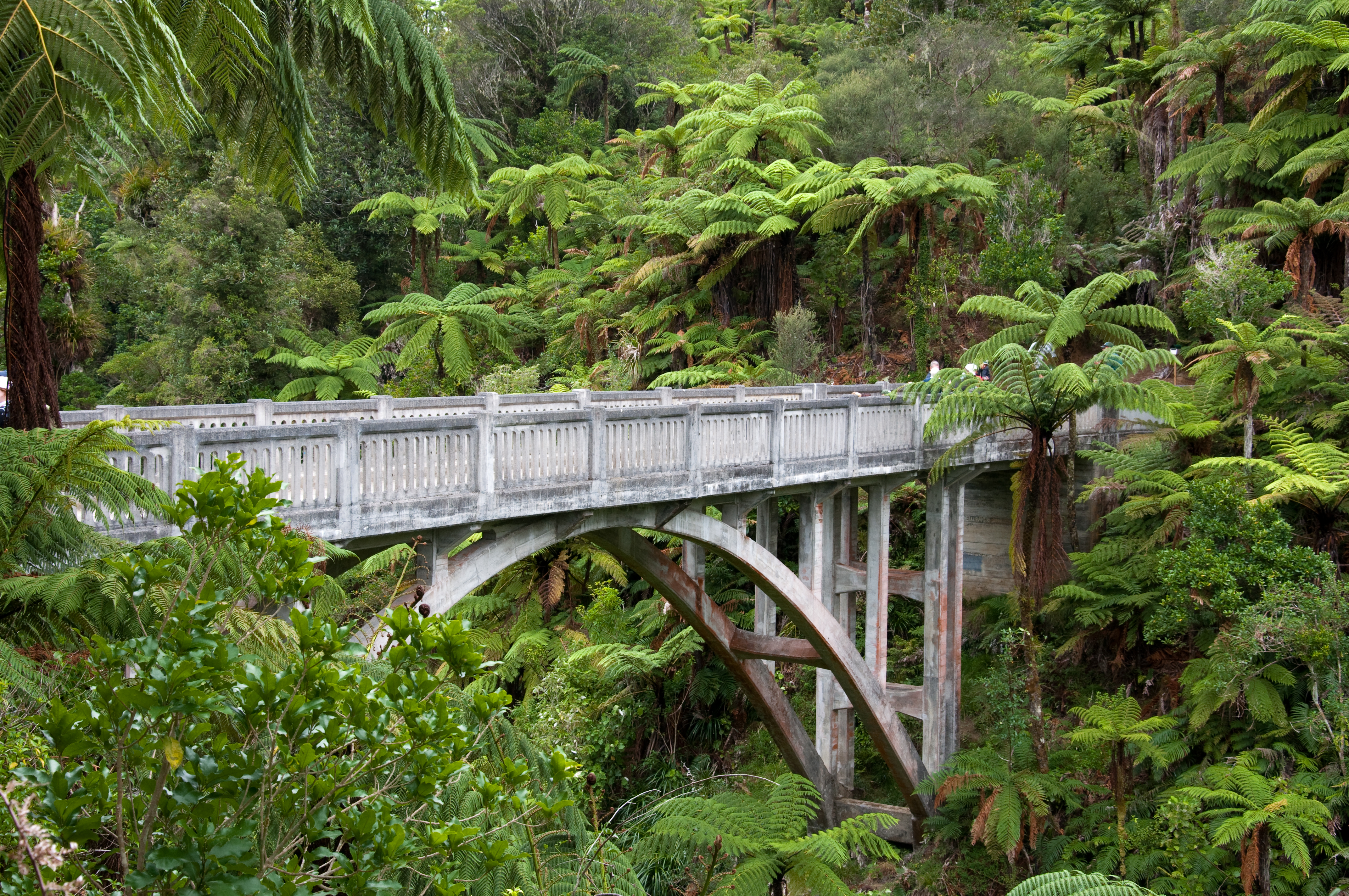
Міст в нікуди (Bridge to Nowhere) - візитівка Національного парку Вангануї

В долинах річки Вангануї мешкає безліч видів птиць. Серед них кілька видів віялохвісткових, сірий ріроріро, сивоспинний окулярник, великоголовий тоутоваї, довгоногий тоутоваї, макомако, новозеландський пінон, пое та білоголовий могуа. 
Навесні та на початку літа в парку чути мігруючих зозуль. Зрідка можна зустріти малого какарікі та білоголового нестора. Частіше зустрічаються стрільці, жовтолобі какарікі та новозеландські соколи.
Парк є середовищем проживання для найбільшої популяції, що налічує кілька тисяч особин, в Новій Зеландії ківі виду Apteryx mantelli. Поблизу бурхливих водойм зустрічається синя новозеландська качка.